# 鷲と鷹 (1970年の映画)
『鷲と鷹』（原題：Barquero ）は、1970年に公開されたアメリカ合衆国の西部劇映画である。リー・ヴァン・クリーフとウォーレン・オーツが主演した。

## あらすじ
1870年頃のアリゾナ。各地を荒らす悪名高き強盗団、レミー一味がロンリーデルという新興の町に現れた。メキシコ国境近くのこの町には大きな川が流れており、船頭のトラヴィスの作ったはしけが人々の唯一の交通手段だった。レミーの手下、フェアー達に捕まったトラヴィスは、友人のフィルに助けられ、危機一髪。逆にフェアーを捕虜として、住民たちをはしけで対岸に避難させ、レミー一味と対決する。

## キャスト
| 役名               | 俳優                             | 日本語吹替                                   |
| 役名               | 俳優                             | TBS版                                        |
| ------------------ | -------------------------------- | -------------------------------------------- |
| トラヴィス         | リー・ヴァン・クリーフ           | 納谷悟朗                                     |
| レミー             | ウォーレン・オーツ               | 内海賢二                                     |
| マウンテン・フィル | フォレスト・タッカー             | 金井大                                       |
| マルケット         | カーウィン・マシューズ           | 仁内達之                                     |
| アンナ             | マリエット・ハートレイ           | 火野捷子                                     |
| ノーラ             | マリー・ゴメス                   | 平井道子                                     |
| ソーヤー           | アルマンド・シルベストレ         | 増岡弘                                       |
| フェアー           | ジョン・デイヴィス・チャンドラー | 西村知道                                     |
| 不明 その他        | N/A                              | 仲木隆司 若本紀昭 加藤正之 巴菁子 古川登志夫 |
| 日本語スタッフ     |                                  |                                              |
| 演出               |                                  |                                              |
| 翻訳               |                                  |                                              |
| 効果               |                                  |                                              |
| 調整               |                                  |                                              |
| 制作               | 制作                             | 東北新社                                     |
| 解説               | 解説                             | 荻昌弘                                       |
| 初回放送           | 初回放送                         | 1975年10月20日 『月曜ロードショー』          |